# フランシス・クリック
フランシス・ハリー・コンプトン・クリック（Francis Harry Compton Crick, 1916年6月8日 - 2004年7月28日）は、イギリスの科学者、生物学者。DNAの二重螺旋構造の発見者。

## 生い立ち

### 少年時代
フランシス・クリックは、ノーザンプトン近郊のウェストン・ファヴェルという小さな村で生まれ育った。父ハリー・クリックと母アンネ・エリザベス・クリック（旧姓:ウィルキンス）の間に生まれた初めての子供。父ハリーは叔父と共にこの小さな村ウェストン・ファヴェルで、靴やブーツを製造する工場を営んでいた。
小さいころから科学へ興味を抱き、多くのことを読書により学んでいた。家族は穏やかな信仰を持ち、クリックに信仰を強いたわけではなかったが、教会とは反りが合わなかった。両親に連れられ教会に通っていたクリックは、12歳のとき「もう教会にはいきたくない」と母親に打ち明けて、それ以来懐疑主義者、強く無神論に傾いた不可知論者となった。

### 物理学者としてのキャリア

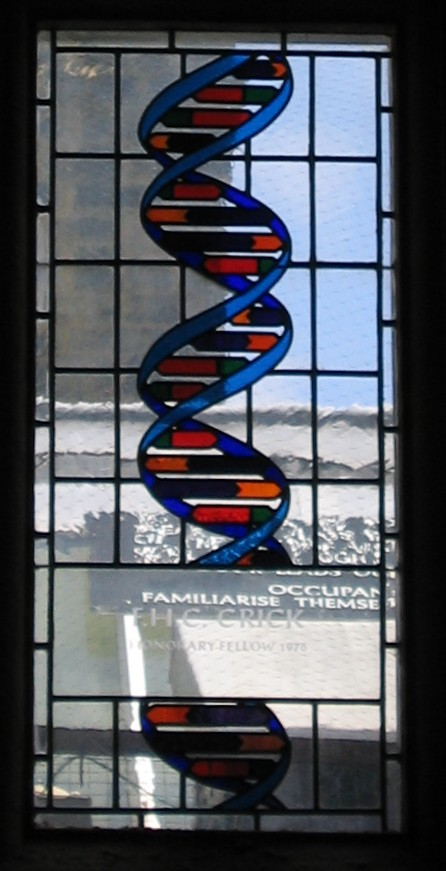
ケンブリッジ大学キース校の大食堂を彩るDNAのステンドグラス。同校の卒業生であるクリックに敬意を表して。

クリックは、ノーザンプトンのグラマースクール(現在のノーサンプトン男子高校)を経て、14歳のときロンドンのミル・ヒル高校に奨学生として入学。そこで数学・物理学・化学に親しむ。21歳の時、ロンドン大学ユニヴァーシティ・カレッジで物理学の修士号を獲得。その後、物理学専攻でケンブリッジ大学キーズ校へ進学する。しかしながらキーズ校はクリックがケンブリッジの中で行きたいと思っていた所ではなかった。これは恐らくクリックのラテン語の成績があまり良くなかったためである。しぶしぶとPh.D.の研究を開始。研究テーマは「高温の水の粘度の測定に関する研究」。彼はのちに、この研究のことを、「想像しうる最も退屈な研究だった」と自嘲気味に語っている。

### 第二次世界大戦
物理学者としての道を順調に歩み始めていたクリックだったが、そのキャリアは第二次世界大戦の勃発により変更を余儀なくされる。第二次大戦中、クリックは英国海軍機雷研究所に勤務し、磁気、音響反応型の機雷の設計を行う。またドイツの掃海艇に対抗するための新型機雷の設計にも携わっていた。 

### 生物学への転向
1947年、戦争が終結してから、クリックは生物学を学び始める。これは、物理学から生物学に転向して成功を収めていたジョン・ランドールといった物理学者たちの影響が大きかった(ランドールは、レーダーのキーテクノロジーである空洞マグネトロンを開発して、イギリスを勝利に導いたことでも知られている)。そして、クリックは、物理学者の訓練を受けた生物学者として、次第に生物学の世界で頭角を現していくことになる。

### 生物学者として
生物学に転向したクリックは、たった6年足らずで世界的な論文の著者となった。1953年に科学雑誌Natureに2ページの論文を投稿した。DNAの二重らせん構造を示したこの論文は、古くから知られていた遺伝という現象を具体的な物質的基盤をもった科学的現象であることを決定づけた。その意味で、科学史上の記念碑的論文となる。この功績により、論文投稿から9年後の1962年、クリックはジェームズ・ワトソン、モーリス・ウィルキンスとともにノーベル生理学・医学賞を受賞した。1959年王立協会フェロー選出。

### 死
2004年7月28日、大腸癌のためアメリカ合衆国、カリフォルニア州サンディエゴの病院で死去。88歳没。

## 研究

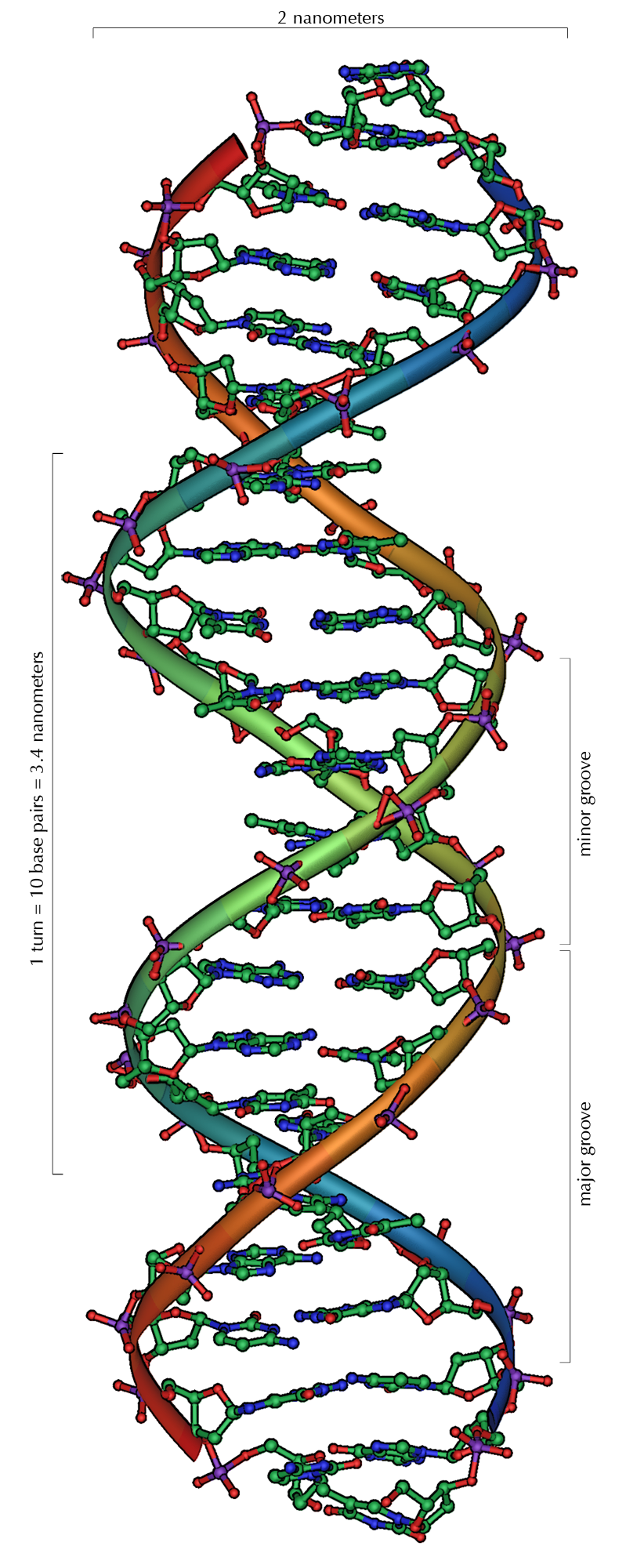
DNAの二重螺旋構造 クリックとワトソンとの共同研究によって、世界で初めて同定されたDNAのとる立体構造。

グアニン (G) と シトシン (C)、アデニン (A) と チミン (T) の四つの塩基とデオキシリボース（糖）とリン酸基の分子模型を使い、モーリス・ウィルキンスらのX線回折の写真を参考にしながら、ジェームズ・ワトソンとの共同研究でDNAの二重螺旋構造を発見した。この発見は、論文『デオキシリボ核酸の分子構造』でまとめられ、1953年4月25日に発行された『ネイチャー』171巻1356号に掲載された。そして、この研究が後の分子生物学の研究発展をもたらしたことから、ワトソン，ウィルキンスとともに、1962年にノーベル生理学・医学賞を受賞している。
ただし、DNAの構造解析写真を撮影し、DNAが『2、3あるいは4本の鎖からなるらせん構造』をとっていることを最初に予測していたのは、ウィルキンスの共同研究者であるロザリンド・フランクリンであった。彼女の発表前のレポートを、クリックの指導教官にあたる立場の研究者で英国医学研究機構の予算権限を持つマックス・ペルーツから入手、ワトソンもフランクリンと確執のあったウィルキンスから知らされていた。
その後、米ソーク研究所で非常勤フェローとして研究生活を送る。1990年頃からクリストフ・コッホとの共同研究をはじめ、なぜ脳から意識が生じるか、という意識の問題に取り組み始める。クリックは、意識を脳内の生理学的な過程に置き換える還元主義の立場から研究を進め、1994年に『驚くべき仮説』(The Astonishing Hypothesis)を発表して、科学的方法に基づきながら脳を単純な神経細胞が複雑な組合せとして研究することを論じている。興味深いことに、クリックはコッホに対し意識研究はキャリアを危険にさらす可能性があると忠告したことがあるとされる。

## 受賞
- 1959年 ウォーレン賞
- 1960年 アルバート・ラスカー基礎医学研究賞
- 1961年 シャルル＝レオポール・メイエ賞
- 1962年 ガードナー国際賞、ノーベル生理学・医学賞
- 1966年 クルーニアン・メダル、メンデル・メダル
- 1972年 ロイヤル・メダル
- 1975年 コプリ・メダル
- 1987年 アルバート・メダル
- 2001年 ベンジャミン・フランクリン・メダル

## 関連図書
- 『二重らせんへの道』<下> ロバート・オルビー著 紀伊国屋書店 1996年
- 『ダークレディと呼ばれて-二重らせん発見とロザリンド・フランクリンの真実』:ブレンダ・マドックス著 ／福岡伸一訳（化学同人、2005年）ISBN 978-4759810363
- 1953年に科学雑誌Natureに投稿された、たった2ページの論文。世界で初めてDNAの二重螺旋構造を記述した文章。この功績により、1962年、クリックはジェームズ・ワトソン、モーリス・ウィルキンスとともにノーベル生理学・医学賞を受賞した。
  - Watson, J.D. & Crick, F.H.C., "Molecular structure of Nucleic Acids: A Structure for Deoxyribose Nucleic Acid', Nature 171, 737-738 (1953). pdf